# Relevo do Brasil

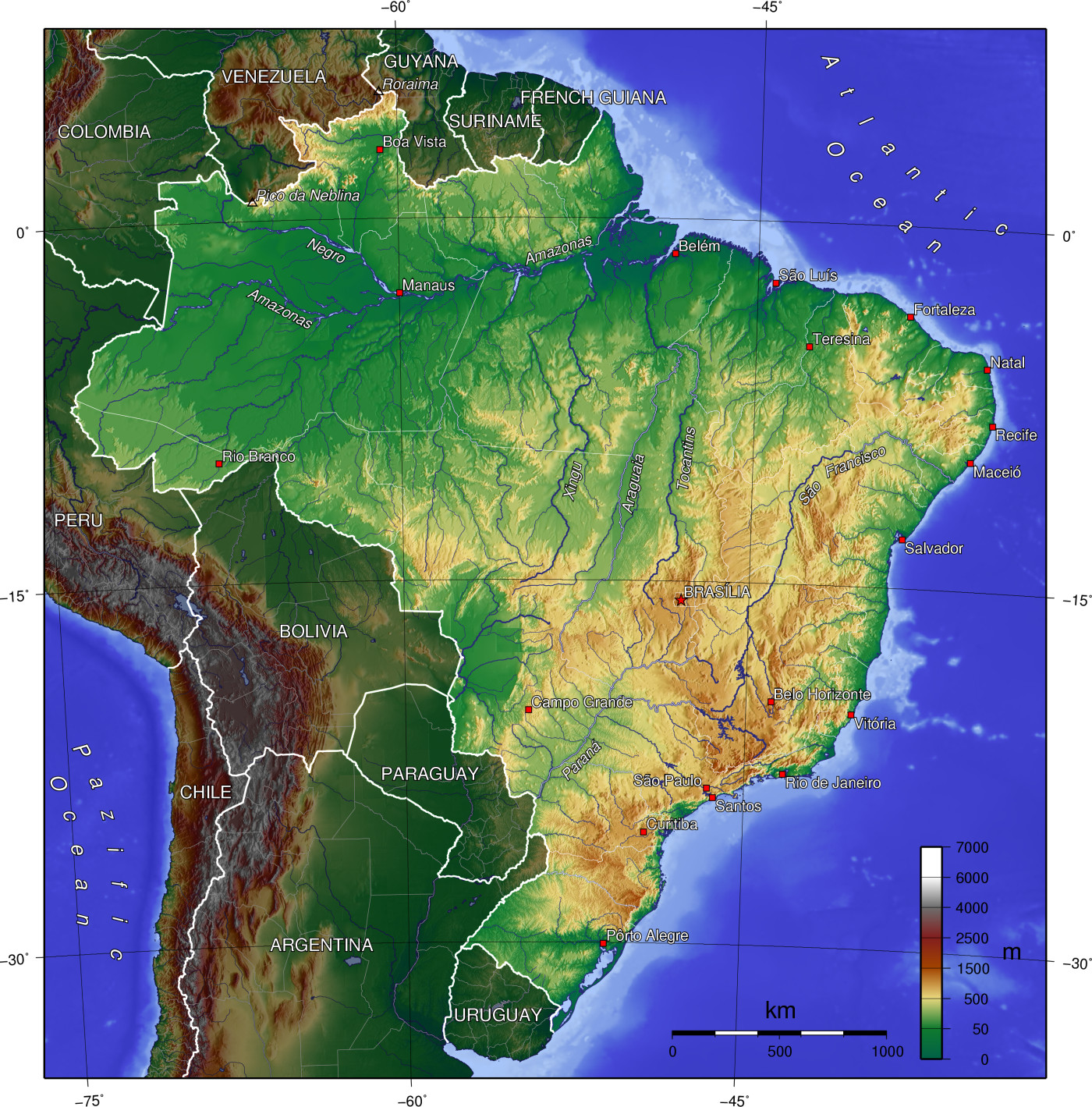
Carta topográfica do Brasil, representando a altimetria ou hipsometria.

O relevo do Brasil tem formação muito antiga, resultando principalmente de atividades internas do planeta Terra e de vários ciclos climáticos. Apresenta diversos planaltos, planícies e depressões, decorrentes das formações da litosfera no Brasil.
O Brasil é um país de altitudes modestas: cerca de 40% do seu território encontra-se abaixo de 200 m de altitude, 45% entre 200 e 600 m, e 12%, entre 600 e 900 m.[carece de fontes?] O território não apresenta grandes formações montanhosas, pois não existe nenhum dobramento moderno em seu território.
Os pontos mais altos do relevo brasileiro (que, no geral, é marcado por baixas altitudes) são: o Pico da Neblina (com 2995,3 metros de altitude) e o Pico 31 de Março (com 2974,18 m. de altitude).

## Classificações
A seguir, são apresentadas de maneira geral algumas classificações antigas do relevo brasileiro, seguidas das classificações mais recentes de Ab'Saber e Ross, descritas em maiores detalhes.

### Aires de Casal (1817)
Embora o esquema do padre Aires de Casal (1817), um dos primeiros a tratar do assunto do relevo do Brasil, não tenha tido boa aceitação no país, nele são distinguidas, de modo sintético, quatro "serranias":
- a serrania da Borborema (ou dos Cariris)
- a serrania da Mantiqueira;
- a serrania dos Órgãos (ou dos Aimorés)
- a serrania da Mangabeira (ou do Paraná)

### Humboldt (1825)
A classificação de Alexander von Humboldt (1825), baseada em parte nos trabalhos de Eschwege, teve boa aceitação ao longo do século XIX, e definiu as seguintes unidades para o território brasileiro:
- o grupo das montanhas do Brasil, composto por três grandes cadeias paralelas, dispostas no sentido norte-sul:
  - a cadeia oriental: Serra do Mar
  - a cadeia central: Serra do Espinhaço e Serra da Mantiqueira
  - a cadeia ocidental: a imaginária Serra das Vertentes
- as planícies do Amazonas
- as planícies dos pampas

### Derby (1884)
De acordo com Orville Derby (1884), foram estabelecidas as seguintes unidades físicas para o Brasil:
- Regiões montanhosas
  - Cadeia oriental ou marítima
  - Cadeia central ou goiana
- Chapadões
  - Chapadão do Paraná
  - Chapadão do Amazonas
  - Chapadão do São Francisco
  - Chapadão do Parnaíba
- Planalto da Guiana
- Depressões
  - Depressão do Amazonas
  - Depressão do Paraguai
- Região atlântica

### Engeln (1942)
A classificação de O. D. Von Engeln (1942) foi a primeira realizada para a América do Sul como um todo. Nela, o território do Brasil abrange as seguintes unidades geomorfológicas, no original em inglês:
- A-1, Coastal Plains
- A-2, Piemont Plains
- A-4, Fluvial, Lacustrine and Deltaic Plains
- B-8, Interior Plateaus
- B-9, Open Basins with Centripetal Dips
- B-10, Lava Flow Plains and Plateaus
- E-17, Ancient Igneous Masses

### Azevedo (1949)
Aroldo de Azevedo (1949) reconheceu as seguintes unidades principais no conjunto do relevo brasileiro:
- 1. Planalto Brasileiro
  - a. Planalto Atlântico
    - Serras Cristalinas: Serra do Mar (com suas diversas denominações locais), Paranapiacaba, Mantiqueira e Espinhaço
    - Planalto Cristalinos: Planalto Nordestino (incluindo Borborema), Chapada Diamantina (Planalto Baiano), Planalto do Sul de Minas (ou do Alto Rio Grande) e Planalto do Pampa

  - b. Planalto Central
    - Escudo Sul-Antagónico (ou Bóreo-Brasília)
    - Escudo Araguaio-Tocantino

  - c. Planalto Meridional
    - Depressão Periférica: Depressão Paulista, Planalto dos Campos-Gerais (ou Segundo Planalto paranaense), Depressão do Jacuí (no Rio Grande do Sul)
    - Planalto Arenito-Basáltico: “cuestas” (serras de Maracaju, Caiapó, Itaquerí, São Pedro, Botucatu, Fartura, Esperança, Geral, Botucaraí, São Xavier, etc.), Planalto do Alto Paraná, Triângulo Mineiro, Planalto Ocidental de São Paulo, sudeste de Mato-Grosso, Planalto de Guarapuava (ou Terceiro Planalto paranaense), Planalto do Alto Uruguai (ou das Missões)
- 2. Planalto das Guianas
- 3. Planície Amazônica
- 4. Planície do Alto Paraguai ou do Pantanal
- 5. Planícies Costeiras

### Ab'Saber (1964)
Segundo com a classificação do geógrafo paulista Ab'Saber (de 1964, aprimorada em trabalhos subsequentes), pioneiro na identificação dos grandes domínios morfoclimáticos nacionais, podem ser identificados dois grandes tipos de unidades de relevo no território brasileiro: planaltos e planícies.
De acordo com o geógrafo, as unidades de relevo do Brasil são as seguintes, apresentando alguns termos variantes:
- Planaltos
  - Planalto das Guianas
  - Planalto Brasileiro, com cinco unidades:
    - Planalto Central (ou Goiano Mato-grossense)
    - Planalto Meridional (ou Gonduânico sul-brasileiro),
    - Planalto do Maranhão-Piauí (ou do Meio-Norte)
    - Planalto Nordestino (ou da Borborema)
    - Serras e Planaltos do Leste e do Sudeste (ou Planalto Oriental e Sul-oriental, ou ainda, Planalto Atlântico do Brasil)

  - Planalto Uruguaio-sul-rio-grandense (ou Planalto Uruguaio-rio-grandense)
- Planícies
  - Planícies e Terras Baixas Amazônicas (ou Baixos Platôs [Tabuleiros] e Planícies da Amazônia)
  - Planícies e Terras Baixas Costeiras (ou Baixos Platôs [Tabuleiros] e Planícies Costeiras)
  - Planície do Paraguai (ou Planície do Pantanal Mato-grossense, Baixada Mato-grossense)[13]

Mais adiante, tal esquema é descrito em maiores detalhes.
Em 1967, o geógrafo desenvolveu outro importante esquema de classificação do território brasileiro, o de domínios morfoclimáticos e fitogeográficos, o qual, no entanto, leva em conta como critérios não apenas o relevo, mas também características climáticas e botânicas.

### Projeto Radambrasil (1973-1987)
Entre 1973 e 1987, foram publicados os vários volumes do Levantamento de recursos naturais do Projeto Radambrasil, cujas informações sobre relevo seriam sintetizadas em 1993 num mapa elaborado pelo IBGE. Neste mapa, foram identificadas 65 Unidades de Relevo, agrupadas em 15 Sub-Domínios e 3 Domínios Morfoestruturais.
Em 2006, uma segunda edição deste mapa ampliou o número de Unidades de Relevo para 167, em decorrência do detalhamento da Amazônia Legal (com subsídios do Projeto Sivam) e outras regiões.

### Jurandyr Ross (1985)
Com levantamentos detalhados sobre as características geológicas, geomorfólogicas, de solo, de hidrografia e vegetação do país, foi possível conhecer mais profundamente o relevo brasileiro e chegar a uma classificação mais detalhada, proposta nos anos 1980 (com melhoras em trabalhos subsequentes) pelo geógrafo Jurandyr Ross, do Departamento de Geografia da Universidade de São Paulo. Na classificação de Ross, são consideradas três principais formas de relevo: planaltos, planícies e depressões.
Tendo participado do Projeto Radam e levado em consideração a classificação de Ab'Saber, Ross propôs uma divisão do relevo do Brasil tão detalhada quanto os novos conhecimentos adquiridos sobre o território brasileiro nos dois primeiros projetos. Por isso, ela é mais complexa que as anteriores. Sua proposta é importante porque resulta de um trabalho realizado com o uso de técnicas modernas, que permitem saber com mais conhecimento como é formado o relevo brasileiro. Esse conhecimento é fundamental para vários projetos (exploração de recursos minerais, agricultura) desenvolvidos no país.
Ross aprofundou o critério morfoclimático da classificação de Ab'Saber, que passou a fazer parte de um conjunto de outros fatores, como a estrutura geológica e a ação dos agentes externos do relevo, passados e presentes. Esta terceira classificação considera também o nível altimétrico, já utilizado pelo professor Aroldo de Azevedo, embora as cotas de altitude sejam diferentes das anteriores.
Desse modo, a classificação de Jurandyr Ross está baseada em três maneiras de explicar as formas de relevo:
- Morfoestrutural: leva em conta a estrutura geológica;

- Morfoclimática: considera o clima e o relevo;

- Morfoescultural: considera a ação de agentes externos.

Cada um desses critérios criou um "grupo" diferente de formas de relevo, ou três níveis, que foram chamados de táxons e obedecem a uma hierarquia.
- 1º táxon: Considera a forma de relevo que se destaca em determinada área — planalto, planície e depressão.

- 2º táxon: Leva em consideração a estrutura geológica onde os planaltos foram modelados — bacias sedimentares, núcleos cristalinos arqueados, cinturões orogênicos e coberturas sedimentares sobre o embasamento cristalino.

- 3º táxon: Considera as unidades morfoesculturais, formada tanto por planícies como por planaltos e depressões, usando nomes locais e regionais.

O relevo de determinada região depende de sua estrutura morfológica. Tendo sido feita uma nova classificação do relevo, e corresponde uma nova análise da estrutura geológica brasileira.
As novas 28 unidades do relevo brasileiro foram divididas em onze planaltos, seis planícies e onze depressões.

#### Planaltos
Compreendem a maior parte do território brasileiro, sendo a grande maioria considerada vestígios de antigas formações erodidas. Os planaltos são chamados de "formas residuais" (de resíduo, ou seja, do que ficou do relevo atacado pela erosão). Podemos considerar alguns tipos gerais:
- Planaltos em bacias sedimentares, como o Planalto da Amazônia Oriental, os Planaltos e Chapadas da Bacia do Parnaíba e os Planaltos e Chapadas da Bacia do Paraná. Podem ser limitados por depressões periféricas, como a Paulista, ou marginais, como a Norte-Amazônica.

- Planaltos em intrusões e coberturas residuais da plataforma (escudos): São formações antigas da era Pré-Cambriana, possuem grande parte de sua extensão recoberta por terrenos sedimentares. Temos como exemplos os Planaltos Residuais Norte-Amazônicos, chamados de Planalto das Guianas nas classificações anteriores.

- Planaltos em núcleos cristalinos arqueados. São planaltos que, embora isolados e distantes um dos outros, possuem a mesma forma, ligeiramente arredondada. Podemos citar como exemplo o Planalto da Borborema.

- Planaltos dos cinturões orogênicos: são os planaltos que ocorrem nas faixas de orogenia antiga correspondem a relevos residuais por litologias diversas, quase sempre metamórficas associadas a intrusivas. Estas unidades estão em áreas de estruturas dobradas correspondentes aos cinturões Paraguai-Araguaia, Brasília e Atlântico. Nesses planaltos encontram se inúmeras serras, associadas a resíduos de estrutura dobradas intensamente, atacados por processos erosivos. Tem-se como exemplo; os planaltos e serras do Atlântico leste-sudeste, os planaltos e serras de Goiás-Minas e As Serras residuais do alto Paraguai.

#### Depressões
Nos limites das bacias com os maciços antigos, processos erosivos formaram áreas rebaixadas, principalmente na Era Cenozoica. São as depressões, onze no total, que recebem nomes diferentes, conforme suas características e localização.
- Depressões periféricas: Nas regiões de contato entre estruturas sedimentares e cristalinas, como, por exemplo, a Depressão Periférica Sul-Rio-Grandense.

- Depressões marginais: Margeiam as bordas de bacias sedimentares, esculpidas em estruturas cristalinas, como a Depressão Marginal Sul-Amazônica.

- Depressões interplanálticas: São áreas mais baixas em relação aos planaltos que as circundam, como a Depressão Sertaneja e do São Francisco.

No Nordeste Oriental a Depressão Sertaneja e do rio São Francisco sofreram transgressão marinha, o que contribuiu para a presença de fósseis de répteis gigantescos na Chapada do Araripe e em jazidas de sal-gema (cloreto de sódio) encontrado no subsolo. Na história do Brasil, tais jazidas de sal-gema eram chamadas de “barreiros” – elas facilitaram a expansão da pecuária pelo Sertão do Nordeste e pelo Piauí, através dos eixos dos rios São Francisco e Parnaíba.[carece de fontes?]
No Sul e Sudeste do Brasil, as depressões desenham um grande, representado pela Serra Geral, separando os terrenos do Planalto Cristalino (continuação da Serra do Mar no sul) dos terrenos do Planalto Arenito-Basáltico. Entre este e o Planalto Vulcânico há uma linha de “cuestas”, relevo dissimétrico produto de erosão diferencial sobre camadas de rochas de resistências diferentes aos agentes externos do relevo.[carece de fontes?]
As “cuestas” apresentam uma encosta íngreme de um lado (frente de cuesta) e outra levemente inclinada. Esta escarpa levemente inclinada é constituída de rochas magmáticas metamórficas mais resistentes à erosão. Por outro lado, a frente de uma cuesta é formada de terrenos menos resistentes.[carece de fontes?]

#### Planícies
Nessa classificação grande parte do que era considerado planície passou a ser classificada como depressão marginal. Com isso as unidades das planícies ocupa agora uma porção menor no território brasileiro. Podemos distinguir:
- Planícies costeiras: Encontradas no litoral como as Planícies e Tabuleiros Litorâneos.

- Planícies continentais: Situadas no interior do país, como a Planície do Pantanal. Na Amazônia, são consideradas planícies as terras situadas junto aos rios. O professor Aziz Ab'Saber já fazia esta distinção, chamando as várzeas de planícies típicas e as outras áreas de baixos-platôs.

### Quadro comparativo
A seguir, uma comparação entre a terminologia de classificações antigas e mais recentes, exemplificadas pelos trabalho de Azevedo (1949), Ab'Saber (1964) e Jurandy Ross (1996). 
| Azevedo (1949)                                                                          | Ab'Saber (1964)                                                                  | Ross (1996) |
| --------------------------------------------------------------------------------------- | -------------------------------------------------------------------------------- | --- |
| –                                                                                       | –                                                                                | A. Planaltos |
| –                                                                                       | –                                                                                | A1. Planaltos em bacias sedimentares                                                                                |
| Planície Amazônica (em parte)                                                           | Planícies e Terras Baixas Amazônicas (em parte)                                  | 1. Planalto da Amazônia oriental                                                                                    |
| Planície Amazônica (em parte), Planalto Central (em parte)                              | Planalto do Maranhão-Piauí, Planalto Central (em parte)                          | 2. Planaltos e chapadas da bacia do Parnaíba                                                                        |
| Planalto Meridional: Planalto Arenito-Basáltico (em parte)                              | Planalto Meridional (em parte)                                                   | 3. Planaltos e chapadas da bacia do Paraná                                                                          |
| –                                                                                       | –                                                                                | A2. Planaltos em intrusões e coberturas residuais da plataforma                                                     |
| Planalto Central (em parte)                                                             | Planalto Central (em parte)                                                      | 4. Planaltos e chapadas do Parecis                                                                                  |
| Planalto das Guianas (em parte)                                                         | Planalto das Guianas (em parte)                                                  | 5. Planaltos residuais norte-amazônicos                                                                             |
| Planalto Central (em parte)                                                             | Planalto Central (em parte)                                                      | 6. Planaltos residuais sul-amazônicos                                                                               |
| –                                                                                       | –                                                                                | A3. Planaltos em cinturões orogênicos                                                                               |
| Planalto Atlântico (em parte)                                                           | Serras e Planaltos do Leste e Sudeste (em parte)                                 | 7. Planaltos e serras do Atlântico leste sudeste                                                                    |
| Planalto Central (em parte)                                                             | Serras e Planaltos do Leste e Sudeste (em parte), Planalto Central (em parte)    | 8. Planaltos e serras de Goiás-Minas                                                                                |
| Planalto Meridional: Planalto Arenito-Basáltico (em parte), Planalto Central (em parte) | Planalto Meridional (em parte), Planalto Central (em parte)                      | 9. Serras residuais do Alto Paraguai                                                                                |
| –                                                                                       | –                                                                                | A3. Planaltos em núcleos cristalinos arqueados                                                                      |
| Planalto Atlântico: Planalto Nordestino (em parte)                                      | Planalto Nordestino (em parte)                                                   | 10. Planalto da Borborema                                                                                           |
| Planalto Atlântico: Planalto do Pampa                                                   | Planalto Uruguaio-rio-grandense (em parte)                                       | 11. Planalto sul-rio-grandense                                                                                      |
| –                                                                                       | –                                                                                | B. Depressões |
| Planície Amazônica (em parte)                                                           | Planícies e Terras Baixas Amazônicas (em parte)                                  | 12. Depressão da Amazônia ocidental (chamada originalmente, no artigo de 1985, de “Planalto da Amazônia ocidental”) |
| Planalto das Guianas (em parte), Planície Amazônica (em parte)                          | Planalto das Guianas (em parte), Planícies e Terras Baixas Amazônicas (em parte) | 13. Depressão marginal norte-amazônica                                                                              |
| Planalto Central (em parte)                                                             | Planalto Central (em parte)                                                      | 14. Depressão marginal sul-amazônica                                                                                |
| Planalto Central (em parte)                                                             | Planalto Central (em parte)                                                      | 15. Depressão do Araguaia                                                                                           |
| Planalto Central (em parte)                                                             | Planalto Central (em parte)                                                      | 16. Depressão cuiabana                                                                                              |
| Planalto Central (em parte)                                                             | Planalto Central (em parte)                                                      | 17. Depressão do Alto Paraguai-Guaporé                                                                              |
| Planalto Meridional (em parte)                                                          | Planalto Meridional (em parte)                                                   | 18. Depressão do Miranda                                                                                            |
| Planalto Atlântico (em parte), Planalto Central (em parte)                              | Planalto Nordestino (em parte), Planalto Central (em parte)                      | 19. Depressão sertaneja e do São Francisco                                                                          |
| Planalto Central (em parte)                                                             | Planalto Central (em parte)                                                      | 20. Depressão do Tocantins                                                                                          |
| Planalto Meridional: Depressão Periférica (em parte)                                    | Planalto Meridional (em parte)                                                   | 21. Depressão periférica da borda leste da bacia do Paraná                                                          |
| Planalto Meridional: Depressão Periférica (em parte)                                    | Planalto Meridional (em parte)                                                   | 22. Depressão periférica sul-rio-grandense                                                                          |
| –                                                                                       | –                                                                                | C. Planícies |
| Planície Amazônica (em parte)                                                           | Planícies e Terras Baixas Amazônicas (em parte)                                  | 23. Planície do rio Amazonas                                                                                        |
| Planalto Central (em parte)                                                             | Planalto Central (em parte)                                                      | 24. Planície do rio Araguaia                                                                                        |
| Planalto Central (em parte)                                                             | Planícies e Terras Baixas Amazônicas (em parte)                                  | 25. Planície e pantanal do rio Guaporé                                                                              |
| Planície do Alto Paraguai ou do Pantanal                                                | Planície do Pantanal                                                             | 26. Planície e pantanal do rio Paraguai ou mato-grossense                                                           |
| Planície Costeira (em parte)                                                            | Planícies e Terras Baixas Costeiras (em parte)                                   | 27. Planície das lagoas dos Patos e Mirim                                                                           |
| Planície Costeira (em parte)                                                            | Planícies e Terras Baixas Costeiras (em parte)                                   | 28. Planícies e tabuleiros litorâneos                                                                               |

## Descrição das unidades de relevo
Adotando a classificação de Ab'Saber (1964), já sumarizada acima, são descritas a seguir as unidades de relevo do país, em maiores detalhes.

### Planaltos
Os planaltos ocupam aproximadamente 5.000.000 km² e distribuem-se basicamente em duas grandes áreas, separadas entre si por planícies e platôs: o Planalto das Guianas e o Planalto Brasileiro.
As baixas altitudes dos relevos brasileiros são devido ao Brasil estar situado sobre uma enorme placa tectônica onde não há choque com outras placas, que originam os chamados dobramentos modernos, que resultam do movimento de colisão entre placas, onde uma empurra a outra chamado movimento convergente.[carece de fontes?]
Sob o ponto de vista de influência da estrutura geológica nas formas de relevo, ou seja, morfoestruturalmente, na região Centro-Oeste e no Meio-Norte do Brasil surgem as chapadas com seus topos horizontais e declividade acentuada nas bordas. As chapadas do Centro-Oeste, como a dos Parecis e dos Guimarães, são divisores de águas entre as Bacias Amazônicas, Platina, do rio São Francisco e do rio Tocantins.[carece de fontes?]

#### Planalto das Guianas

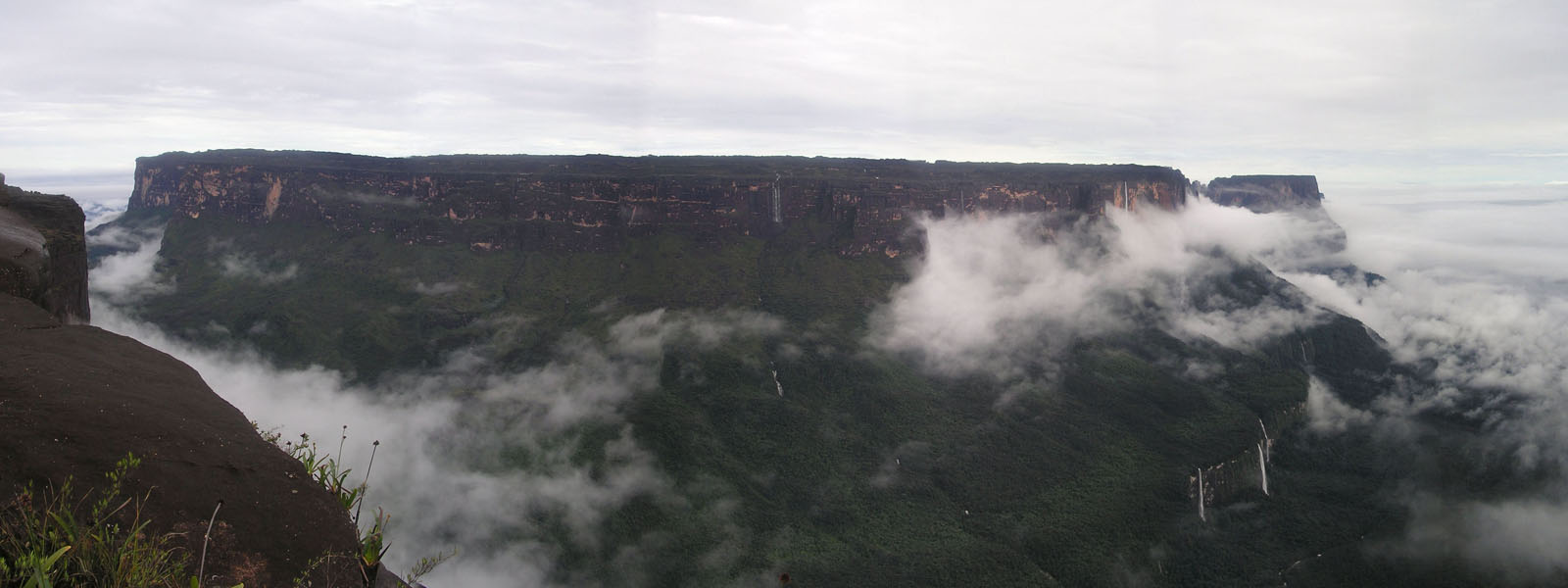
Vista aérea do Monte Roraima (RR).

O Planalto das Guianas situa-se na parte norte do país, estendendo-se ainda pela Venezuela, Guiana, Suriname e Guiana Francesa. Parte integrante do escudo da Guianas, apresenta rochas cristalinas muito antigas (do período Pré-Cambriano), intensamente desgastadas. Pode ser dividido em duas grandes unidades:
- Região serrana, situada nos limites setentrionais do planalto. Como o próprio nome indica, apresenta-se como uma linha de serras, geralmente com mais de 2.000 metros de altitude. Nessa região, na serra do Imeri ou Tapirapecó, localiza-se o Pico da Neblina, com 2.994 metros, ponto mais alto do Brasil. Fazem parte desse planalto, ainda, as serras de Parima, Pacaraima, Acaraí e Tumucumaque;

- Planalto Norte Amazônico, situado ao sul da região serrana, caracterizado por altitudes modestas, inferiores a 800 metros, intensamente erodidas e recobertas pela densa selva amazônica.

O planalto é um divisor de águas das bacias fluviais do Orinoco (na Venezuela) e do Amazonas (afluentes da margem esquerda, ao norte).

#### Planalto Brasileiro
O Planalto Brasileiro é um vasto planalto que se estende por toda a porção central do Brasil, prolongando-se até o nordeste, leste, sudeste e sul do território. É constituído principalmente por terrenos cristalinos, muito desgastados, mas abriga bolsões cristalinos significativos. Por ser tão extenso, é dividido em cinco unidades: Planalto Central, Planalto Meridional, Planalto do Meio-Norte (ou Maranhão-Piauí), Planalto Nordestino (da Borborema), e as Serras e Planaltos do Leste e Sudeste.

##### Planalto Central

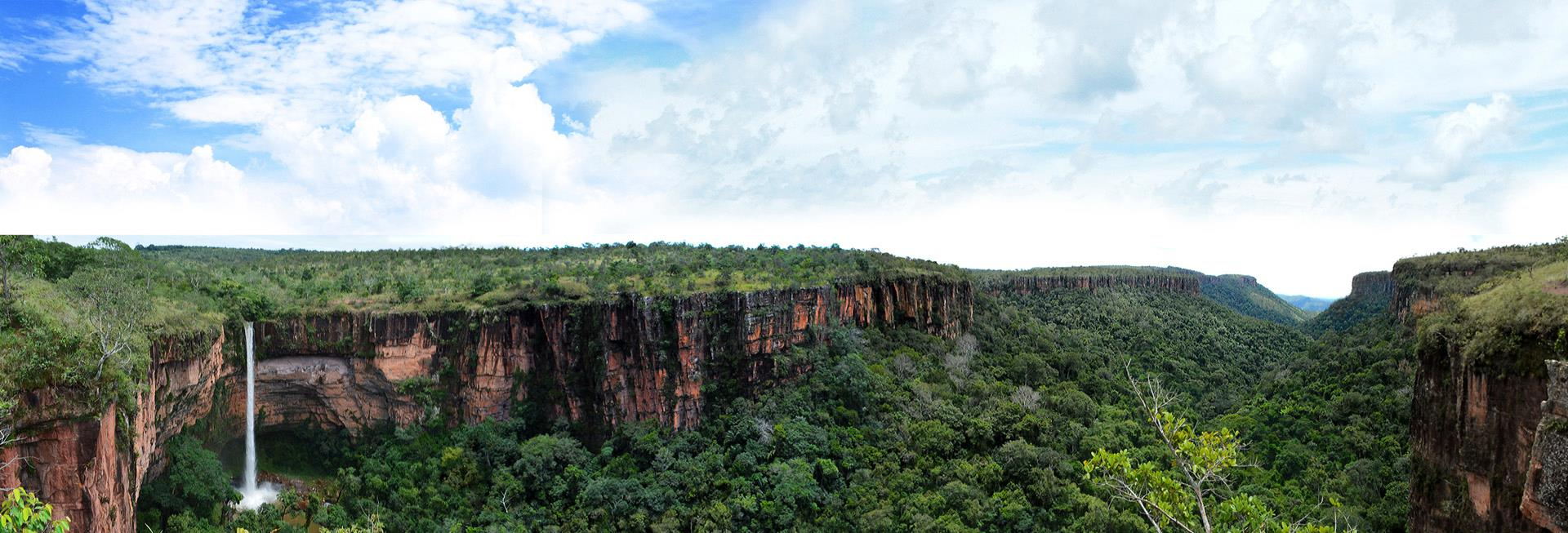
Chapada dos Guimarães (MT).

O Planalto Central (ou Goiano Mato-grossense), na porção central do país, caracteriza-se pela presença de terrenos cristalinos (do Pré-Cambriano) que alternam com terrenos sedimentares do Paleozoico e do Mesozoico. Nessa região aparecem diversos planaltos, mas as feições mais marcantes são as chapadas, principalmente as dos Parecis, dos Guimarães, dos Pacaás Novos, dos Veadeiros e o Espigão Mestre, que serve como divisor de águas dos rios São Francisco e Tocantins.

##### Planalto Meridional

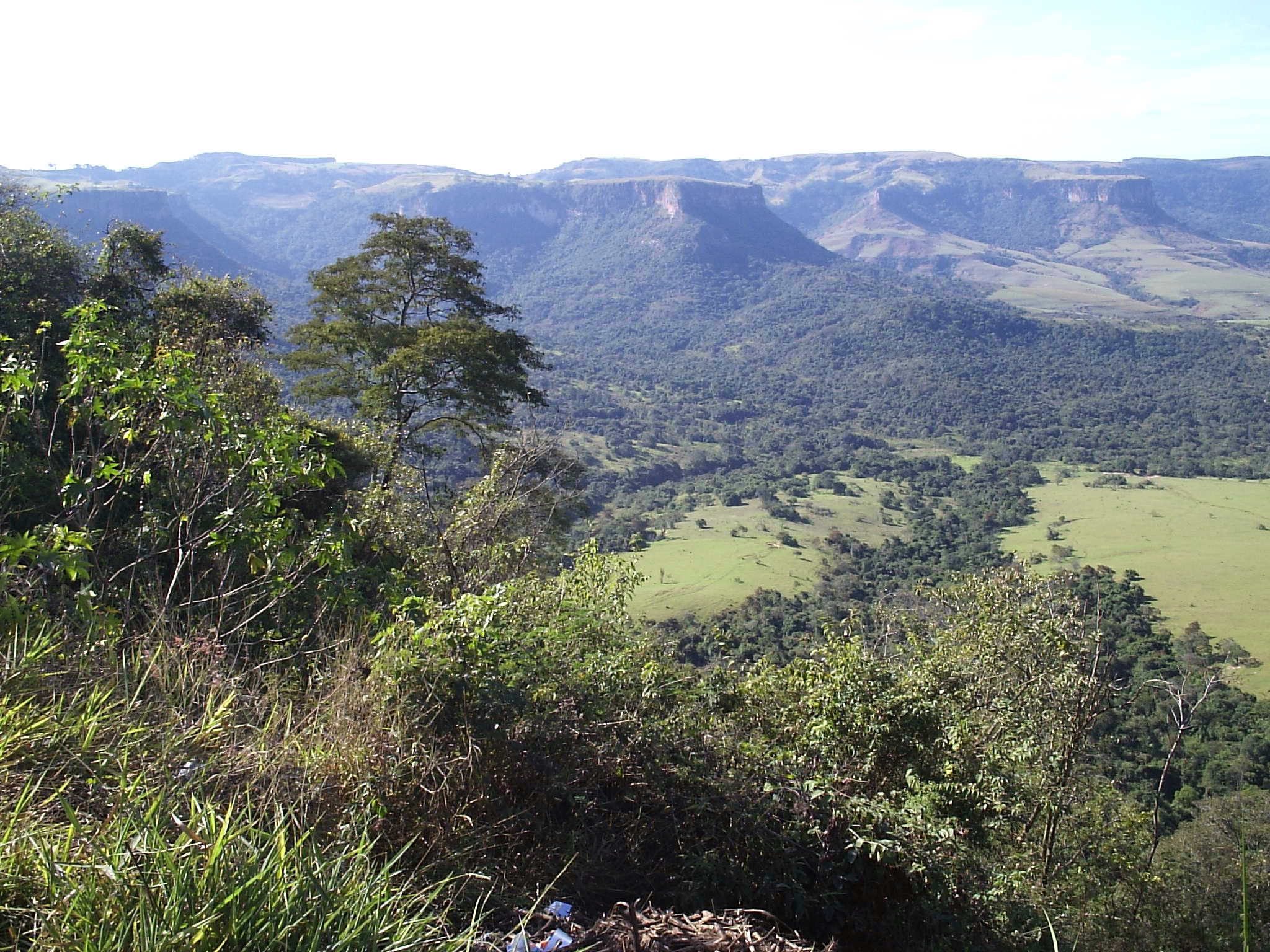
Cuestas da serra de Itaqueri (SP), no limite entre a Depressão Periférica e o Planalto Arenito-Basáltico.

O Planalto Meridional (ou Gonduânico sul-brasileiro), situado nas terras banhadas pelos rios Paraná e Uruguai, na região Sul, estende-se parcialmente pelas regiões Sudeste e Centro-Oeste. É dominado por terrenos sedimentares recobertos parcialmente por lavas vulcânicas (basalto). Nessa porção do relevo brasileiro, existem extensas cuestas emoldurando a bacia do Paraná. Apresenta duas subdivisões: o planalto arenito-basáltico, formado por terrenos do Mesozoico (areníticos e basálticos) fortemente erodidos, e a depressão periférica, faixa alongada e deprimida entre o planalto Arenito-basáltico, a oeste e o Planalto Atlântico, a leste.

##### Planalto do Meio-Norte

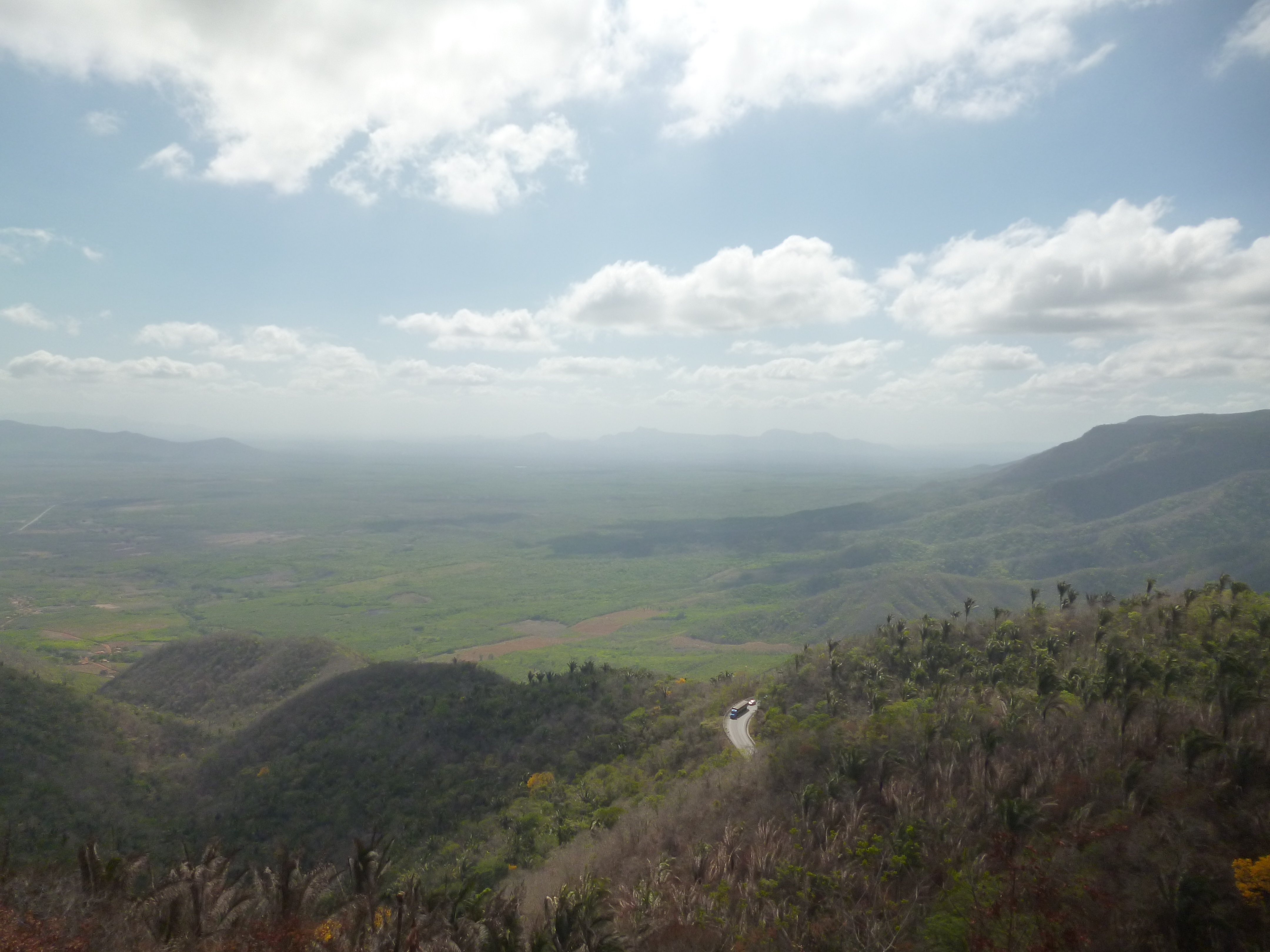
Serra de Ibiapaba (CE e PI), no Planalto do Meio-Norte.

O Planalto do Meio-Norte (ou Maranhão-Piauí) situa-se na parte sul e sudeste da bacia sedimentar do Meio-Norte. Aparecem, nessa área, vários planaltos sedimentares de pequena altitude, além de algumas cuestas.

##### Planalto Nordestino

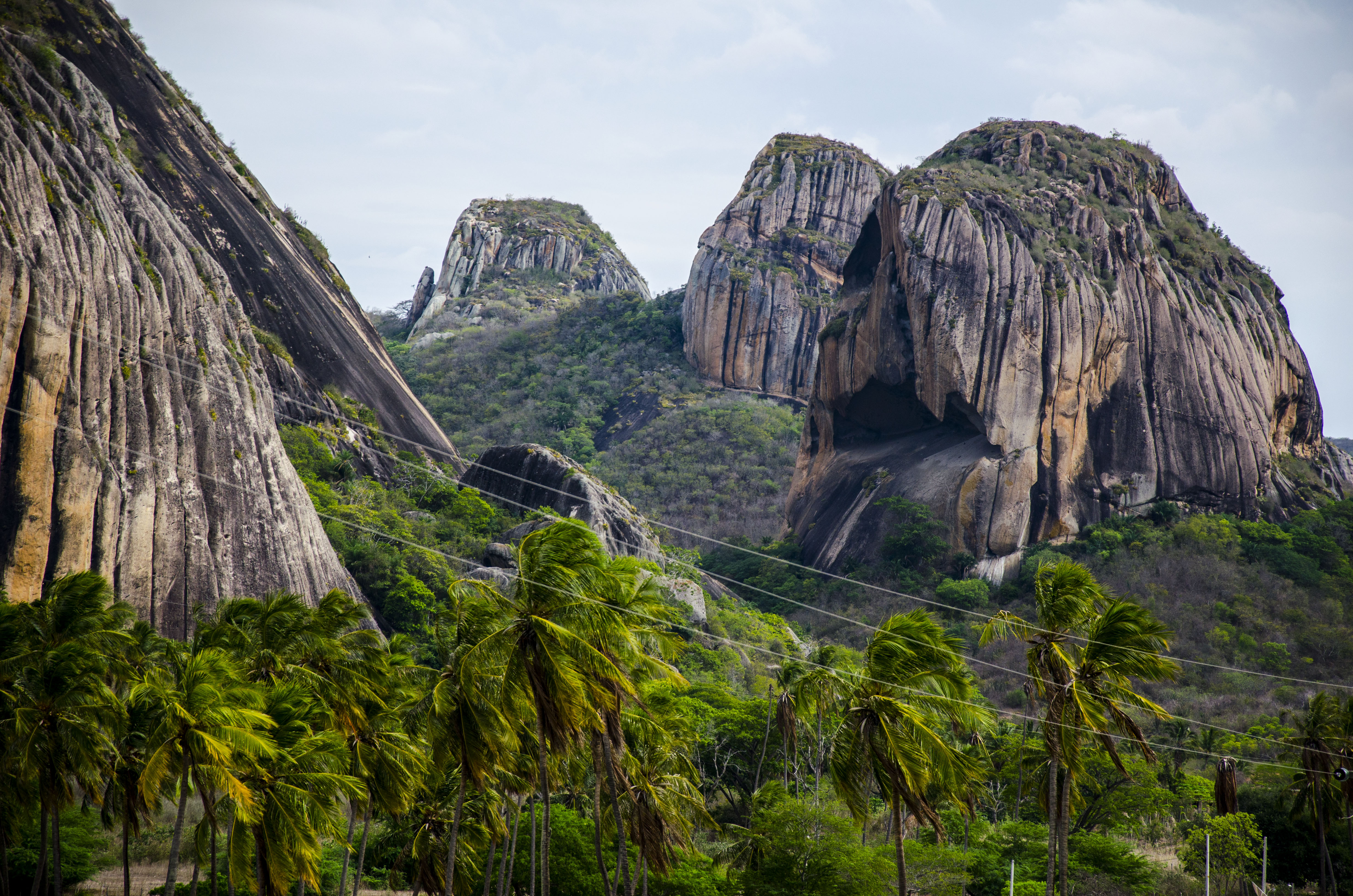
Pedra da Boca (PB), no Planalto Nordestino

O Planalto Nordestino (ou da Borborema), é uma região de altitudes modestas (de 200 m a 600 m) em que se alternam serras cristalinas, como as da Borborema e de Baturité, com extensas chapadas sedimentares, como as do Araripe, do Ibiapaba, do Apodi e outras.

##### Serras e Planaltos do Leste e do Sudeste

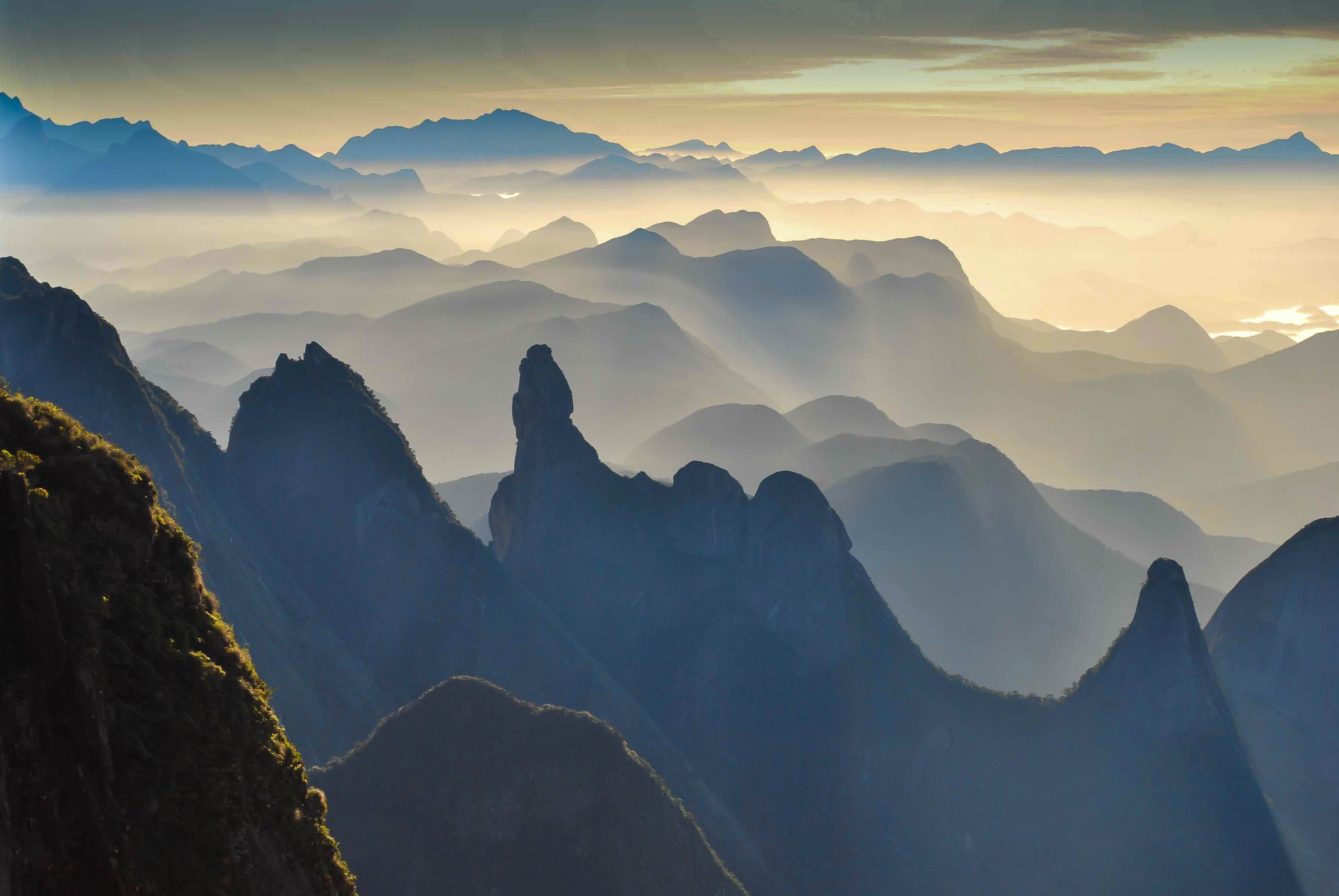
Serra do Mar (RJ).

As Serras e Planaltos do Leste e do Sudeste (unidade também chamada pelo autor de Planalto Oriental e Sul-oriental, ou Planalto Atlântico do Brasil), estão localizados próximos ao litoral, formando o maior conjunto de terras altas do país, que se estende do nordeste até Santa Catarina. Os terrenos são muito antigos, datando do período Pré-Cambriano, e integram as terras do escudo Atlântico. Merecem destaque, nessa região, as serras do Mar, da Mantiqueira, do Espinhaço, as chapadas Diamantina, de Caparaó ou da Chibata, onde se encontra o Pico da Bandeira, com 2.890 metros, um dos mais elevados do relevo do Brasil. Essas elevações, altas para os padrões brasileiros, já atingiram a a altitude dos dobramentos modernos, sendo conseqüência dos movimentos diastróficos (movimentos de amplitude mundial que produziram transformações no relevo dos continentes) ocorridos no Arqueozoico. Em muitos trechos, essas serras desgastadas aparecem como verdadeiros "mares de morros" ou "pães de açúcar".

#### Planalto Uruguaio-sul-rio-grandense

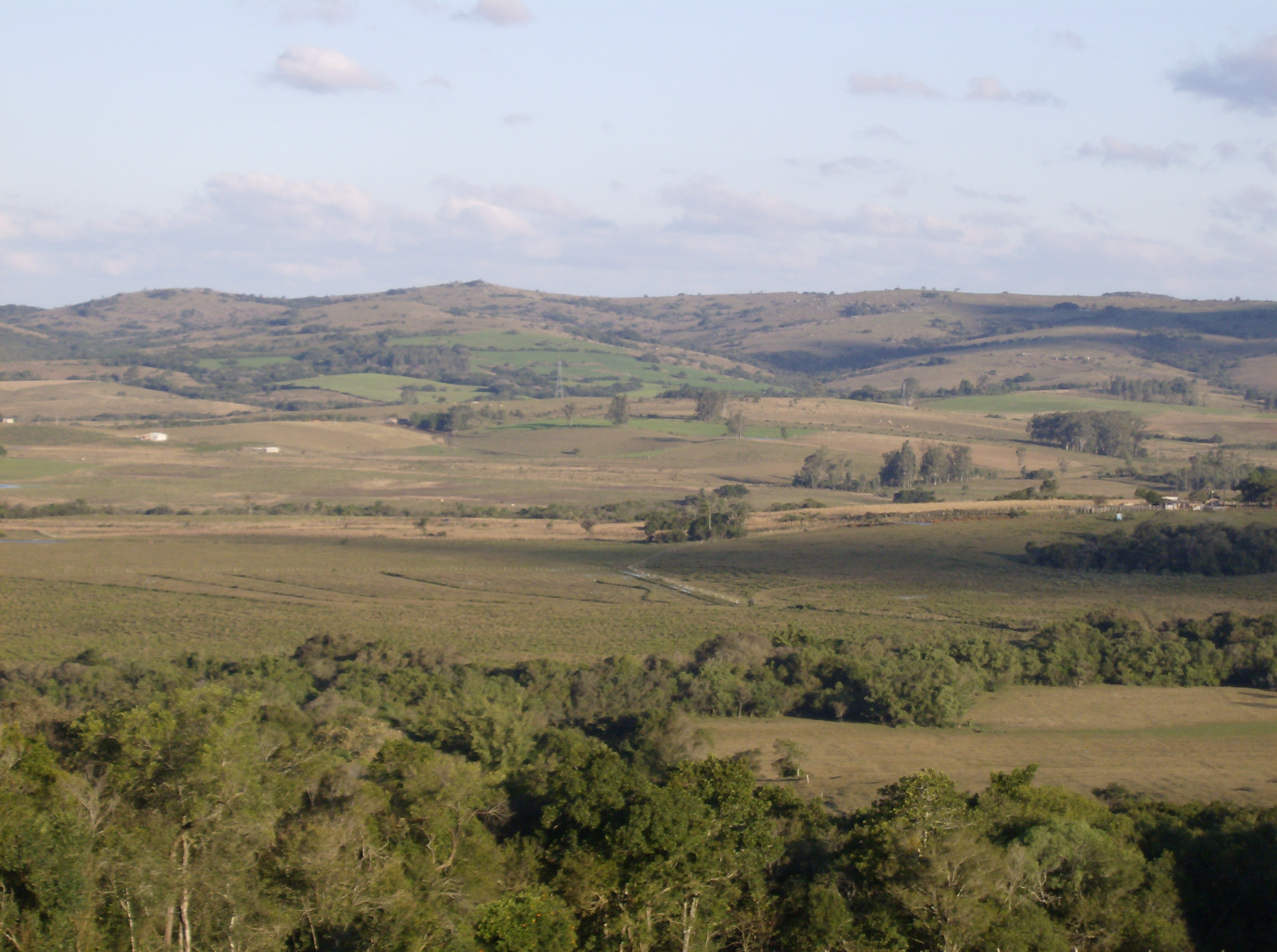
Coxilhas das Serras de Sudeste, em Morro Redondo (RS).

O Planalto Uruguaio-sul-rio-grandense (também denominado com a omissão do "sul") aparece no extremo meridional do Rio Grande do Sul e é constituído por terrenos cristalinos com altitudes de 200 a 400 metros, caracterizando uma sucessão de colinas pouco salientes, conhecidas localmente por coxilhas, ou ainda acidentes mais íngremes e elevados, conhecidos como cerros (serros).

### Planícies
As planícies cobrem mais de 3.000.000 de km² do território brasileiro. Dividem-se em três grandes áreas: a Planície Amazônica, a planície litorânea e o Pantanal Matogrossense.

#### Planícies e Terras Baixas Amazônicas

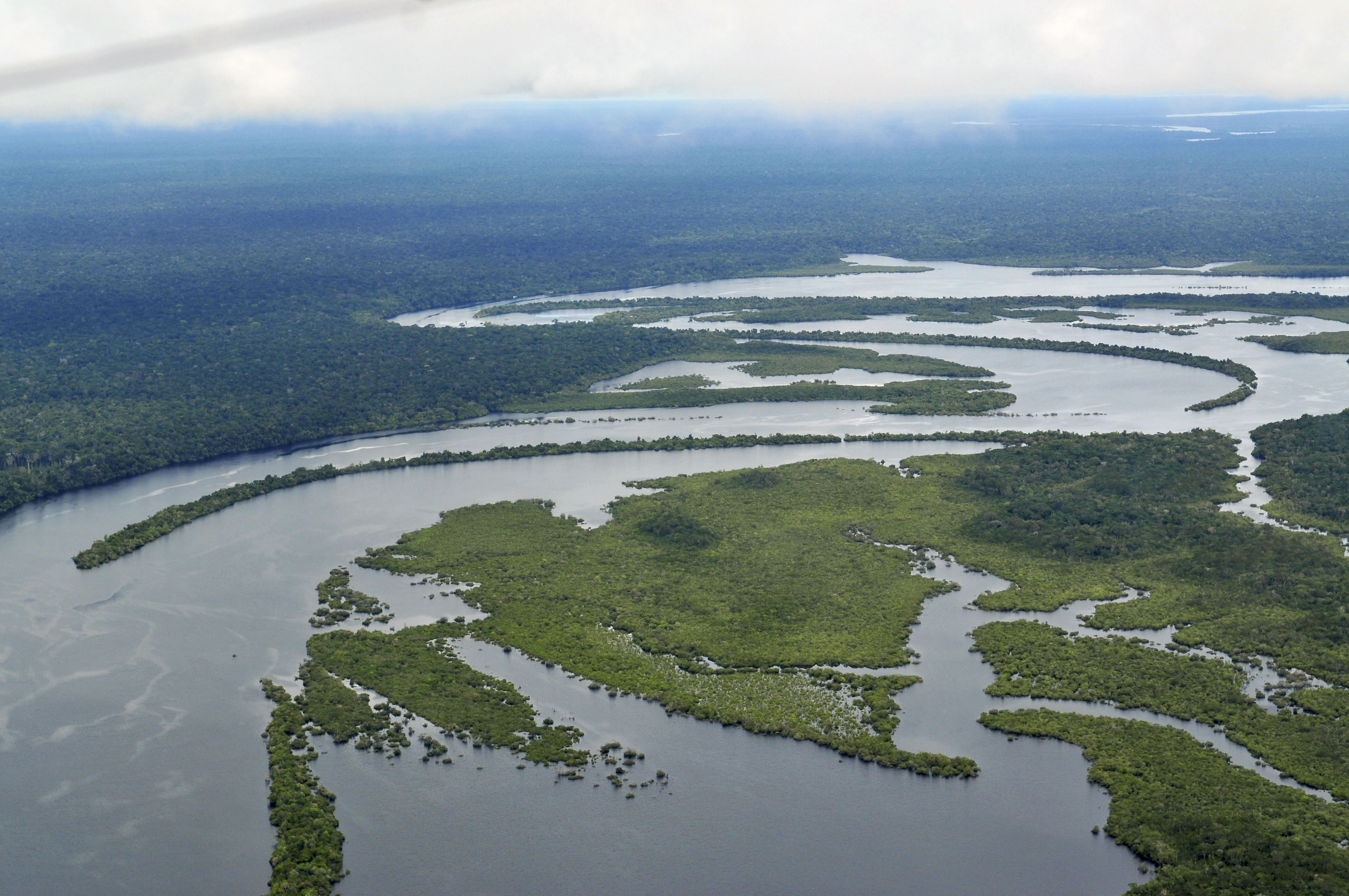
Rio Amazonas, próximo a Manaus (AM).

A mais extensa área de terras baixas brasileiras está situada na região Norte. Trata-se da planície Amazônica e planaltos circundantes, localizados entre o planalto das Guianas (ao norte), o planalto Brasileiro (ao sul), o oceano Atlântico (a leste) e a cordilheira dos Andes (a oeste).
A planície, propriamente dita, ocupa apenas uma pequena parte dessa região, estendendo-se pelas margens do rio Amazonas e seus afluentes. Ao redor dela aparecem vastas extensões de baixos-platôs, ou baixos-planaltos sedimentares.
Observando-se a disposição das terras da planície no sentido norte-sul, identificam-se três níveis altimétricos no relevo:
- Várzeas, junto à margem dos rios, apresentando-se terrenos de formação recente, que sofrem inundações freqüentes, as quais sempre renovam a lâmina do solo;

- Tesos ou terraços fluviais, cujas altitudes não ultrapassam os 30 m e que são periodicamente inundados;

- Baixos-planaltos ou platôs, conhecidos localmente por terras firmes, salvos das inundações comuns, formados por terrenos do Terciário.

#### Planícies e Terras Baixas Costeiras

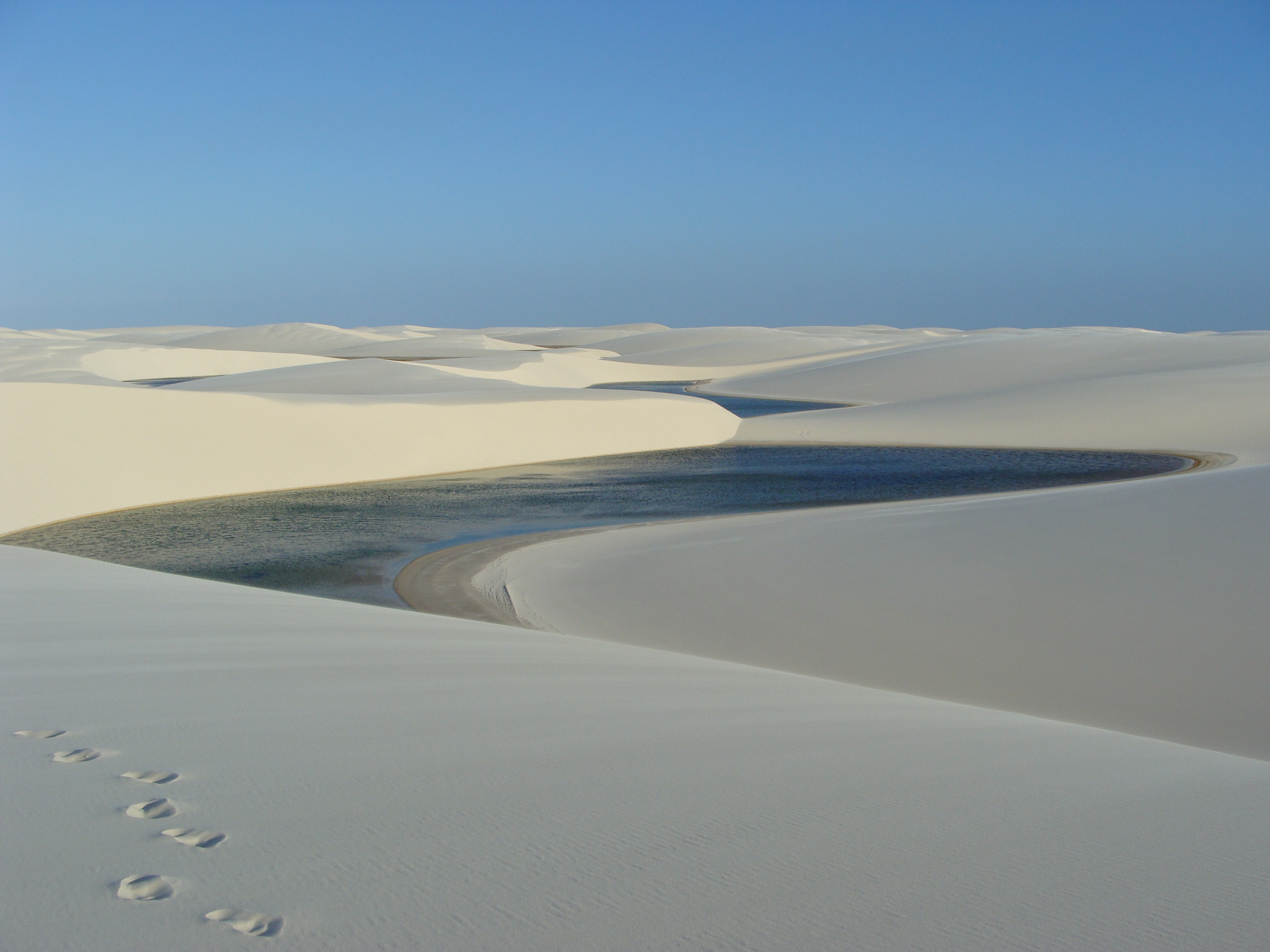
Lençóis Maranhenses (MA).

As Planícies e Terras Baixas Costeiras (ou planícies litorâneas) formam uma longa e estreita faixa litorânea, que vai desde o Amapá até o Rio Grande do Sul. Em alguns pontos dessa extensão, o planalto avança em direção ao mar e interrompe a faixa de planície. Aparecem, nesses pontos, falésias, que são barreiras à beira-mar resultantes da erosão marinha.
A planície costeira é constituída por terrenos do Terciário, que se apresentam como barreiras ou tabuleiros, e por terrenos atuais ou do Quaternário, nas baixadas. As baixadas são freqüentes no litoral e as mais extensas são a Fluminense, a Santista, a do Ribeira de Iguape e a de Paranaguá.
As planícies costeiras dão origem, basicamente, às praias, mas ocorrem também dunas, restingas, manguezais e outras formações.

#### Planície do Paraguai (Pantanal)

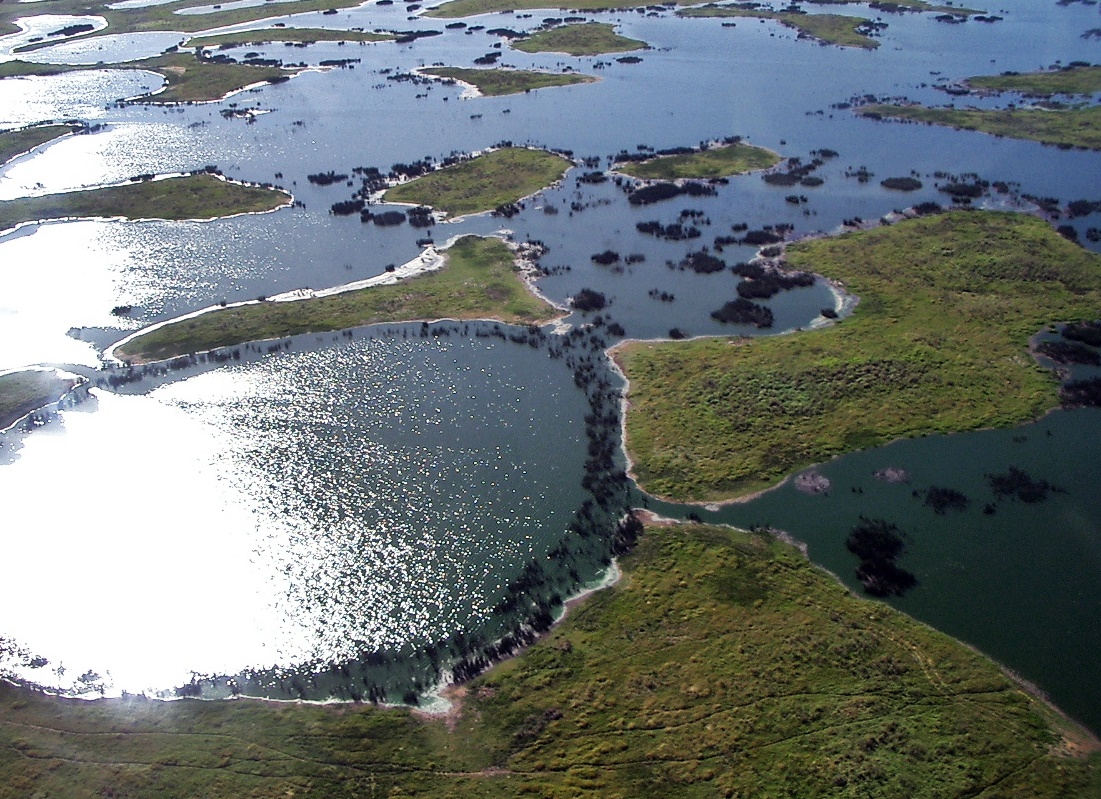
Pantanal.

A mais típica das planícies brasileiras é a planície do Pantanal (também chamada pelo autor de Planície do Paraguai), constituída por terrenos do Quaternário, situada na porção oeste de Mato Grosso do Sul e pequena extensão do sudoeste de Mato Grosso, entre os planaltos Central e Meridional. Como é banhada pelo rio Paraguai e seus afluentes, é inundada anualmente por ocasião das enchentes, quando vasto lençol aquático recobre quase toda a região.
As partes mais elevadas do Pantanal são conhecidas pelo nome indevido de cordilheiras e as partes mais deprimidas constituem as baías ou largos. Essas baías, durante as cheias, abrigam lagoas que se interligam através de canais conhecidos como corixos.

## Patrimônio geológico
O relevo brasileiro, assim como suas formações geológicas e outros elementos, faz parte da geodiversidade e do patrimônio geológico do país. Dentre as iniciativas para a preservação e conservação destes elementos, estão a inventariação de geossítios, além do estabelecimento de geoparques e unidades de conservação. Em 2006, foi criado o Geoparque Araripe, o primeiro do Brasil e também das Américas.